# Milford Railway

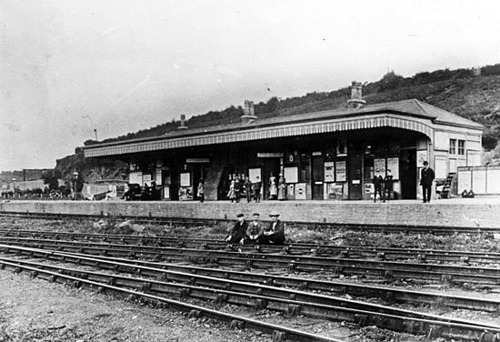
Bahnhof Milford Haven um 1880

Die Milford Railway war eine britische Eisenbahngesellschaft in Pembrokeshire in Wales.

## Geschichte
Durch die South Wales Railway erfolgte der Bau einer Bahnstrecke an die Irische See. Als Endpunkt wurde Neyland gewählt. Einer der großen Landeigentümer in Milford Haven Robert Fulke Greville war damit nicht einverstanden. Deshalb organisierte er die Milford Railway. Mitfinanzier war die Great Western Railway. Die Gesellschaft erhielt am 5. Juni 1856 die Konzession zum Bau einer 6,4 Kilometer langen Bahnstrecke in der Breitspur von 2140 mm von Johnston nach Milford Haven. Die Baukosten wurden auf 45.000 Pfund Sterling geschätzt. Die Strecke wurde am 7. September 1863 eröffnet. In Johnston bestand ein Übergang zur South Wales Railway. Die Strecke wurde von der Great Western Railway gepachtet und von deren ebenfalls gepachteten Gesellschaft South Wales Railway betrieben. Am 7. August 1896 übernahm die Great Western Railway die Bahngesellschaft.

## Weblink
- Streckenskizze bei railbrit.co.uk